# L'ombra dello scorpione (miniserie televisiva)
(Mamma Abigail)
L'ombra dello scorpione (The Stand) è una miniserie televisiva del 1994 diretta da Mick Garris e tratta dall'omonimo romanzo di Stephen King. La sigla d'apertura della serie è il brano (Don't Fear) The Reaper dei Blue Öyster Cult.

## Trama
Un potentissimo e letale virus simile a quello dell'influenza creato in laboratorio e sfuggito al controllo dell'esercito si espande un bel giorno nell'aria estiva di una piccola cittadina del Maine. Non c'è una cura per questo virus letale e sembra che l'umanità sia sul punto di estinguersi. Ma un piccolo gruppo di persone risulta immune al virus. Il primo a dare segni di sopravvivenza è Stu Redman, un texano, che sente il richiamo di un'anziana veggente di colore, Abigail Freemantle, detta Madre Abigail. Durante il suo cammino verso la casa di Madre Abigail, Stu incontrerà altri sopravvissuti che, come lui, hanno sentito il richiamo della veggente e vanno da lei per capire il significato del messaggio. Insieme, un gruppo dei sopravvissuti si uniranno per sconfiggere le pericolose forze del male guidate personalmente dal malvagio Randall Flagg, un'incarnazione del Diavolo.

## Episodi
| Episodio | Titolo originale | Titolo italiano | Prima TV USA   |
| -------- | ---------------- | --------------- | -------------- |
| 1        | The Plague       | La peste        | 8 maggio 1994  |
| 2        | The Dreams       | I sogni         | 9 maggio 1994  |
| 3        | The Betrayal     | Il tradimento   | 11 maggio 1994 |
| 4        | The Stand        | Il fondamento   | 12 maggio 1994 |

## Cast
Com'è consuetudine nei film di Stephen King, lo stesso autore appare in vari camei, questa volta nel ruolo di uno dei sopravvissuti che hanno sentito il richiamo di Mamma Abigail. Oltre a King, molte altre celebrità hanno partecipato al film, chi facendo un ruolo maggiore e chi uno minore. Si possono vedere camei di John Landis, Sam Raimi, Kathy Bates e dell'ex cestista statunitense Kareem Abdul-Jabbar.